# 波兰储蓄银行
波兰储蓄银行（波蘭語：PKO Bank Polski S.A.）全称波兰通用储蓄银行股份有限公司（波蘭語：Powszechna Kasa Oszczędności Bank Polski Spółka Akcyjna），简称PKO BP，是一家总部位于波兰华沙的跨国银行和金融服务公司。它是波兰最大的全能银行，也是中东欧最大的银行之一。
波兰储蓄银行向个人和企业客户提供服务。截至2018年，它在波兰和国外共有1,145家分支机构，市值为520亿波兰兹罗提，相当于138亿美元。